# Overvågningskapitalisme
Overvågningskapitalisme er et økonomisk system centreret omkring indsamling og varegørelse af personoplysninger med det centrale formål at skabe profit. Begrebet overvågningskapitalisme, som beskrevet af Shoshana Zuboff, opstod, da reklamebureauer, med Googles AdWords i spidsen, så mulighederne for at bruge personoplysninger til at lave mere præcis markedsføring til forbrugerne.